# Attack of the Giant Leeches
Attack of the Giant Leeches is een Amerikaanse B-film uit 1959, gedistribueerd door American International Pictures. De film werg geregisseerd door Bernard L. Kowalski, geproduceerd door Gene Corman, en geschreven door Leo Gordon.

## Verhaal
In de Florida Everglades blijkt zich in een onderwatergrot een kolonie van kolossale intelligente bloedzuigers te bevinden. Ze voeden zich met mensen die zich in het gebied wagen.
Een van de eerste mensen die wordt gevangen is de lokale vixen Liz Walker, samen met haar geliefde. Steve Benton, een jachtopziener, onderzoekt de verdwijning, geholpen door zijn vriendin Nan Grayson en haar vader Doc Grayson. Het drietal vindt de grot van de bloedzuigers.
De monsters worden uiteindelijk vernietigd wanneer Steve, Doc en een paar soldaten de grot opblazen.

## Rolverdeling
| Acteur         | Personage     |
| -------------- | ------------- |
| Ken Clark      | Steve Benton  |
| Yvette Vickers | Liz Walker    |
| Jan Shepard    | Nan Greyson   |
| Michael Emmet  | Cal Moulton   |
| Tyler McVey    | Doc Greyson   |
| Bruno VeSota   | Dave Walker   |
| Gene Roth      | Sheriff Kovis |
| Dan White      | Slim Reed     |
| George Cisar   | Lem Sawyer    |

## Achtergrond
De film staat ook bekend onder de titels Attack of the Blood Leeches, Demons of the Swamp, She Demons of the Swamp, en The Giant Leeches.
De film is een van de vele monsterfilms geproduceerd in de jaren 50 van de 20e eeuw. Deze films speelden vooral in op de angsten van de Koude Oorlog. De bloedzuigers in de film kunnen worden gezien als een allegorie voor de angst dat communisten zich op ondenkbare of onvindbare plaatsen in Amerika zouden bevinden.
De monsters werden vrij onrealistisch neergezet door acteurs in rubber kostuums. De film werd in juli 1992 bespot in de cultserie Mystery Science Theater 3000. Tegenwoordig bevindt de film zich in het publiek domein.